# Google Wave
Google Wave, später Apache Wave, war ein von Google Inc. am 27. Mai 2009 vorgestellter Onlinedienst zur Kommunikation und Zusammenarbeit in Echtzeit. Er bestand aus einem Webangebot und einem XMPP-basierten Protokoll. Google Wave war als frühe Entwickler-Vorschau-Version von den beiden bei Google Australien tätigen Brüdern Jens und Lars Rasmussen entwickelt worden, die mit ihrer eigenen Firma Where 2 Tech die Grundlage von Google Maps bildeten, bevor diese von Google Inc. im Oktober 2004 übernommen wurde. Google Wave wurde mit dem Open-Source-Programmier-Framework Google Web Toolkit realisiert.
Google hat angekündigt, sowohl Großteile der eigenen Implementierung als auch das Wave-Protokoll als Open Source beziehungsweise als offenen Standard zu veröffentlichen, wodurch die Realisierung eigener Wave-Systeme ermöglicht wird. Zudem können über eine Programmierschnittstelle Erweiterungen für Google Wave geschrieben werden.
Am 4. August 2010 gab Google bekannt, die Entwicklung von Wave einzustellen und die entsprechende Website gegen Ende des Jahres zu schließen. Der Quelltext soll veröffentlicht und zur Weiterbearbeitung freigegeben werden. Teile der bisherigen Entwicklung sollen weiterhin in anderen Google-Projekten Anwendung finden.
Am 20. März 2012 gab Google bekannt, dass Google Wave schreibgeschützt wurde und am 30. April 2012 abgeschaltet werde. Bis dahin konnte man noch seine Inhalte herunterladen. Das Softwareprojekt wurde daraufhin an die Apache Software Foundation übergeben, wo es als Open-Source-Projekt unter dem Namen Apache Wave fortgeführt werden sollte. Es verblieb im Apache Incubator, vergleichbar mit einer Projektvorbereitungsphase, bis es am 15. Januar 2018 abgebrochen wurde.

## Entwicklung
Google Wave wurde am 27. Mai 2009 auf der Google I/O im Moscone Center in San Francisco von Mitentwickler Lars Rasmussen vorgestellt. Er bezeichnete Google Wave als Mischung aus E-Mail, Chatprogramm, Wiki, Blog und Fotoportal. „Zwei der erfolgreichsten Wege der digitalen Kommunikation, E-Mail und Instant Messaging, wurden bereits in den 1960ern entwickelt“, sagte Rasmussen. „Seitdem sind so viele verschiedene neue Wege entwickelt worden – Blogs, Wikis, kollaborative Dokumente und so weiter – und Computer und Netzwerke haben sich enorm verbessert. Mit Google Wave schlagen wir eine neue Art der Kommunikation und Onlinezusammenarbeit vor, bei der alle Fortschritte der Ausgangspunkt sind.“
Die Vorschau von Google Wave startete am 30. September 2009. Seit dem 18. Mai 2010 war Google Wave nun für jedermann zugänglich. Vorher war die Teilnahme am Test nur auf Einladung möglich. Seit 30. April 2012 ist der Service eingestellt und die Google-Wave-Server sind deaktiviert.

## Funktionsweise
Innerhalb seiner Wave-Anwendung (die aufgrund des offenen Protokolls nicht zwangsläufig von Google stammen muss) kann der Benutzer eine Wave (deutsch „Welle“) starten, was etwa einem Thema in einem Forum, einer Konversation beim Instant Messaging, einer aus mehreren E-Mails bestehenden Konversation, einem Artikel in einem Wiki oder einem Dokument entspricht. Anschließend kann er andere Benutzer zur Mitarbeit an dieser Welle einladen, so dass diese den enthaltenen Text bzw. die enthaltenen Medienobjekte ebenfalls bearbeiten oder ergänzen können. Jeder Benutzer, der die Welle in seiner Anwendung geöffnet hat, kann die Änderungen der anderen Benutzer in Echtzeit verfolgen und diese kollaborativ (d. h. gleichzeitig) bearbeiten. Das ermöglicht z. B. eine schnellere Konversation beim Chatten und das gleichzeitige Bearbeiten eines Dokuments, ohne dass es zu einem Versionskonflikt kommt.
Zu Beginn konnte in der Vorschau-Version des Wave-Protokolls nur mit Teilnehmern derselben Vorschau-Aktion kommuniziert werden. Inzwischen ist es möglich, mit der „Außenwelt“ per E-Mail und Twitter zu kommunizieren: Auf der einen Seite steht der Wave-Benutzer, auf der anderen Seite ein gewohntes E-Mail- oder Twitter-Konto. Für diese Seite ist keine Teilnahme an der Vorschau notwendig, die Empfänger erhalten wie gewohnt Nachrichten. Auf der Wave-Seite werden die Nachrichten mithilfe von Plugins, den sogenannten Robots, in die anderen Protokolle übertragen.

## Kompatibilität
Das Wave-Protokoll von Google besitzt zurzeit eine Webschnittstelle, neben ein paar wenigen SSB-Clients. Damit diese Webschnittstelle korrekt dargestellt werden kann, muss der Browser, den man dafür verwendet, HTML5 und Ajax unterstützen. Somit sind voll kompatibel:
- Google Chrome
- Firefox 3.5+
- Apple Safari 4+

Größtenteils kompatibel sind auch die Browser auf verschiedenen Smartphones, falls diese Browser auf der WebKit-Bibliothek basieren. Somit sind teils kompatibel:
- iPhones
- Android-Telefone

Nicht kompatibel ist webOS, für das auch noch keine Lösung verfügbar ist und Microsofts Internet Explorer, für den jedoch ein Plug-in namens „Google Chrome Frame“ existiert, welches die HTML5-Unterstützung nachträglich zu diesem hinzufügen kann.

## Namensgebung
Der Name bezieht sich auf die US-amerikanische Fernsehserie „Firefly – Der Aufbruch der Serenity“. Im englischsprachigen Original wird eine elektronische Kommunikation, die häufig eine Videoübertragung enthält, als „Wave“ bezeichnet. Während der Präsentation von Google Wave waren einige Bezüge zur Serie erkennbar, darunter der Entwickler Lars Rasmussen, der auf eine Nachricht mit dem Wort „shiny“ antwortet, was in der Serie zum Ausdrücken von Begeisterung oder Verwunderung genutzt wird. Ein weiterer Hinweis ist die Absturzmeldung „Curse your sudden but inevitable betrayal!“, die ebenfalls aus der Serie stammt.